# Hjortsvin
Hjortsvin (Babyrousa), även känt som Babirusa (indonesiska för hjortsvin), är ett släkte av partåiga hovdjur som förekommer på några öar i Indonesien. Tidigare räknades alla individer i släktet till samma art men sedan 2001 skiljs mellan fyra arter.

## Kännetecken

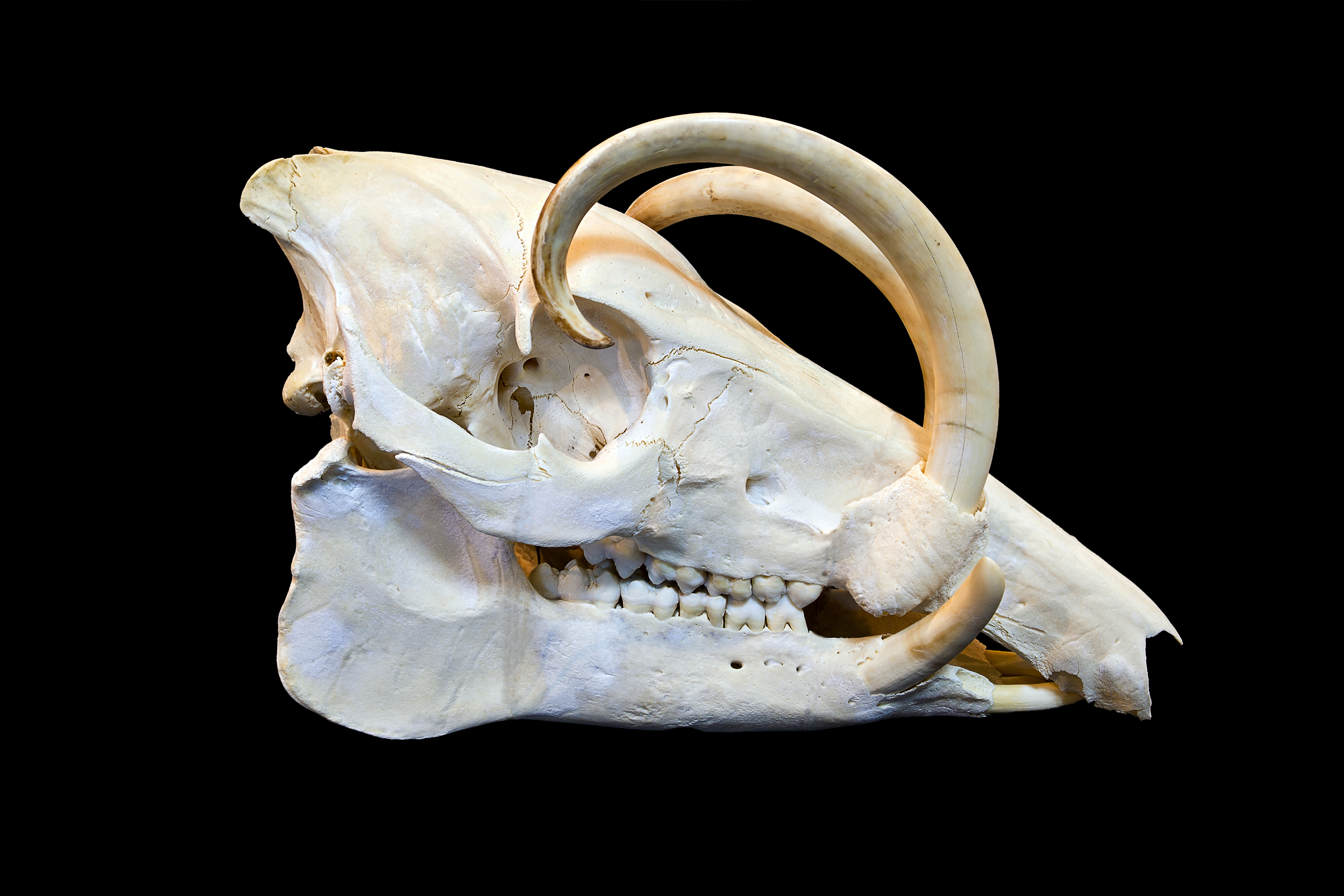
Kranium

Påfallande är djurens böjda huggtänder som är längre än hos andra svindjur. Hannarnas bete kan vara över 30 centimeter lång. Honornas huggtänder är betydligt kortare. Ibland växer dessa tänder i en båge tills spetsen närmar sig tandroten. De övre huggtänderna växer rakt upp genom huden medan de undre huggtänderna kommer ut vid munnens sidor. I sällsynta fall finns betar som går rakt fram liksom en dolk. Hannar har ofta avbrutna huggtänder på grund av deras intensiva strider.
Ett vuxet hjortsvin har en kroppslängd mellan 88 och 107 centimeter. Därtill kommer en 28 till 32 centimeter lång svans. Mankhöjden ligger mellan 65 och 80 centimeter och vikten går upp till 100 kilo. Huden är glest täckt med gråvita eller gulaktiga hårborstar och har på ovansidan en gråbrun färg. Undersidan och extremiteternas insida är ljusare och ibland vitaktig.
Extremiteterna är i jämförelse till den övriga kroppen längre och smalare än hos andra svindjur.

## Utbredning och habitat
Hjortsvin förekommer på ön Sulawesi samt några mindre öar i samma område, till exempel på Togianöarna. Beståndet på Moluckerna och ön Buru är troligtvis infört av människan. Habitatet utgörs av tropisk regnskog. Individerna besöker ofta insjöar och vattendrag.

## Levnadssätt
Hjortsvin är aktiva på dagen och letar vanligen på morgonen efter föda. För en bättre framkomlighet skapar de stigar i skogens undervegetation. Individer i fångenskap bygger bon av halm men det är inte känt om vilda exemplar gör likadant. De lever i grupper av ungefär åtta individer som oftast består av honor med deras ungar. Hannar lever vanligtvis ensamma.
De kan på grund av sina huggtänder inte använda nosen för att gräva i marken. Därför äter de främst gräs samt löv och nedfallna frukter.
Arterna har bra simförmåga och de når så intill liggande öar.

## Fortplantning
Under parningstiden sker intensiva strider mellan hannarna för rätten att para sig. Sår uppkommer jämförelsevis sällan då huggtänderna är böjda bakåt. Honor har förmåga att para sig två gånger om året och dräktigheten varar i cirka fem månader. Per kull föds ett eller två ungar. Nyfödda hjortsvin saknar den strimmiga mönstring på kroppen som finns hos andra svindjur. De är vid födelsen högt utvecklade och äter fast föda redan efter 10 dagar. Efter fem till tio månader blir ungdjuren könsmogna. Den första framgångsrika parningen sker sällan under första levnadsåret. Individer i fångenskap har blivit upp till 24 år gamla.

## Hjortsvin och människor
Sedan länge jagas och tämjs hjortsvin av Sulawesis befolkning. En riktig domesticering är däremot inte möjlig då tama hjortsvin har problem att föröka sig. Den vilda populationen uppskattas till 4000 individer och listas av IUCN som sårbar (vulnerable).
Hjortsvin är de enda däggdjuren där en tand reguljärt bryter genom huden. Trots allt uppstår inga infektioner. För närvarande sker medicinska undersökningar hur det är möjligt.
År 2006 rapporterade Köpenhamns zoo att en hjortsvinsgalt och en sugga av tamsvin hade fått avkomma, vilket förvånade forskare på området. De två arterna kommer från samma förfäder, men det är så länge sedan att arterna endast är gemensamma på underfamiljnivå. Experterna jämförde den osannolika händelsen med att en ko och en get parat sig och fått avkomma.

## Arter
Släktet utgörs av fyra arter. Svenska namn enligt EU:s förordning 2017/160:
- Babyrousa babyrussa (Buruhjortsvin, hårigt hjortsvin), förekommer på Buru och Sulaöarna. Det antas att dessa djur är fränder av en art som på Sulawesi redan är utdöd.
- Babyrousa bolabatuensis (Bola batuhjortsvin), är troligtvis utdöd. Arten fanns tidigare på Sulawesis södra del.
- Babyrousa celebensis (Sulawesiskt hjortsvin), är idag den enda arten på Sulawesi.
- Babyrousa togeanensis (Togianhjortsvin, malengehjortsvin), förekommer uteslutande på Togianöarna.